# Alfred Lange (Metallurg)
Gustav Alfred Lange (* 18. Januar 1906 in Halsbrücke; † 26. Februar 1968 in Freiberg) war ein deutscher Metallurg.

## Leben
Lange wurde als Sohn eines Hütteninspektors in Halsbrücke geboren. Er legte in Freiberg das Abitur ab und studierte von 1925 bis 1930 Metallhüttenwesen an der Bergakademie Freiberg. Danach arbeitete er zwei Jahre lang als Assistent bei Carl Schiffner. Ein Zusatzstudium der Metallaufbereitung beendete er im Jahr 1932.
Von 1932 bis 1945 wirkte er als Ingenieur, später Oberingenieur an der Firma Humboldt in Köln-Kalk. Zu seinen Aufgaben gehörte die Konstruktion und Inbetriebnahme von Hüttenwerken, diese Tätigkeit führte ihn u. a. nach Jugoslawien, Argentinien, Rumänien, Bulgarien, Belgien, Frankreich und Italien.
Nachdem Bomben seine Kölner Wohnung zerstört hatten, kehrte er 1945 mit seiner Familie nach Sachsen zurück. Bis 1950 leitete er die Hüttenwerke Halsbrücke. 1948 übernahm er erste Lehraufträge an der Freiberger Bergakademie. Am 1. September 1950 berief ihn Anton Lissner zum ordentlichen Professor und zum Direktor des Institutes für Metallhüttenkunde. 1964 wurde er Dekan der Fakultät für Hüttentechnik. 
Alfred Lange starb nach kurzer schwerer Krankheit im Alter von 62 Jahren in Freiberg.

## Ehrungen

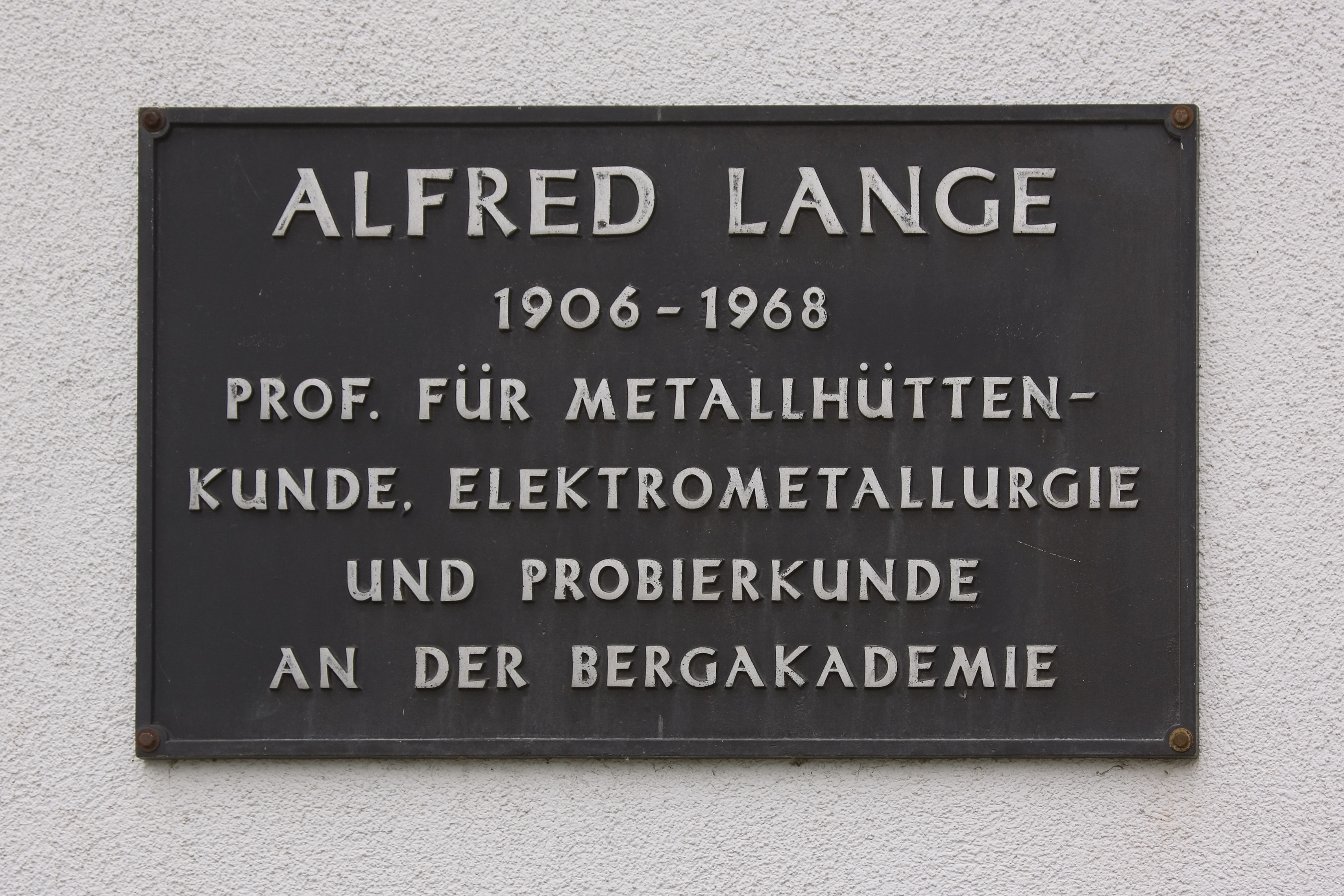
Gedenktafel in Freiberg, Leipziger Str. 23

- Verdienter Techniker des Volkes (1956)
- Vaterländischer Verdienstorden in Silber (1959)
- Abraham-Gottlob-Werner-Medaille (1961)
- Nationalpreis der DDR (1965)
- Arthur-Becker-Medaille (1965)
- In Freiberg trägt eine Straße seinen Namen.
- Am Institut für Metallurgie und Reinststoffe der TU Bergakademie erinnert eine Gedenktafel an ihn.

## Veröffentlichungen (Auswahl)
- Entwicklung und Probleme der modernen Rösttechnik. In: Freiberger Forschungshefte, Reihe B, H. 3 Akademie-Verlag Berlin, 1953. S. 5–16
- Nichteisenmetalle : ihr Wesen, ihre Gewinnung und Bedeutung in der Wirtschaft. Leipzig, Jena Urania, 1955
- Hüttenkunde für Bergleute und Aufbereiter. Bergakademie Freiberg, 1961
- Konstruktive Metallhüttenkunde. Bergakademie Freiberg, 7 Bände, 1965–1967